# Julian Gayarre
Sebastián Julián Gayarre Garjón (Roncal, 9 gennaio 1844 – Madrid, 2 gennaio 1890) è stato un tenore spagnolo di origine basca.

## Biografía
Nacque in una famiglia di modeste origini e dopo aver abbandonato la scuola dopo il compimento degli studi elementari, a soli tredici anni iniziò a lavorare come pastore.
Due anni più tardi, il padre decise di mandarlo a Pamplona per lavorare come dipendente in un piccolo negozio. Qui si verificò il suo primo contatto con la musica. Lasciò il lavoro per andare ad ascoltare una banda musicale che casualmente sfilò davanti al negozio. Questo gli valse il licenziamento e il ritorno a Roncal.
Successivamente lavorò in una fucina a Lumbier che ha lasciato a 18 anni, quando tornò a Pamplona per lavorare come fabbro.
Si dice che avesse l'abitudine di cantare mentre lavorava, così un collega gli suggerì di unirsi alla nuova compagnia Orfeón Pamplonés diretta da Joaquín Maya, che lo ammise come primo tenore, udendo la voce del giovane Gayarre.
Così venne in contatto con il mondo della teoria musicale e del metodo del solfeggio di Hilarión Eslava, insegnante di Burlada, che lo aiutò ad entrare al Conservatorio Reale di Madrid con una borsa di studio e dove vinse il secondo premio di canto nel 1868.
A 25 anni, dopo essere stato respinto dal maestro Joaquín Gaztambide, ritornò a Pamplona.
I suoi protettori e amici di Pamplona gli fecero ottenere una borsa di studio dalla Diputación Foral de Navarra che gli consentì di andare a studiare Milano, dove ottenne un grande successo in soli tre mesi. Da quel momento la sua carriera non ebbe più limiti.
Ottenne grande successo a Bologna, Roma, all'Opera di San Pietroburgo (dove debuttò con la sua opera prediletta, La favorita di Gaetano Donizetti), Mosca, Vienna ed altre capitali europee. La sua consacrazione definitiva avvenne il 2 gennaio del 1876, al Teatro alla Scala con La Favorita, opera che lo collocò come primo tenore al mondo.

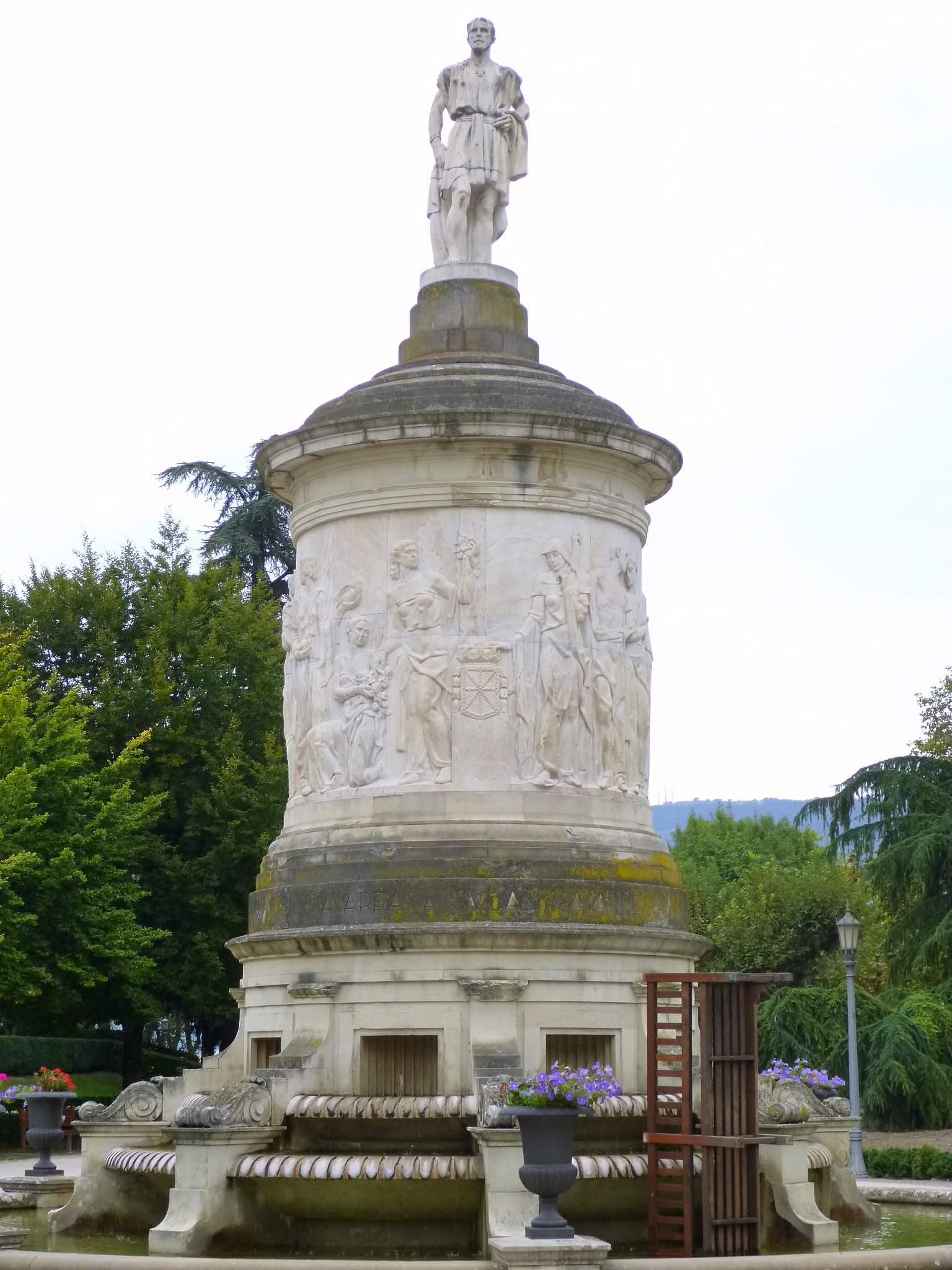
Monumento a Gayarre dello scultore F. Orduna y dell'architetto V. Eusa nel parco de la Taconera di Pamplona, 1950.

Le sue esibizioni a Londra, Buenos Aires, in Austria, Germania, al Teatro Real de Madrid, a Siviglia, al Liceu di Barcellona, Napoli, all'Ópera de París gli valsero il soprannome di «senza rivali, le Roi du chant».
Nel dicembre del 1889, a Madrid, accettò di cantare ne I pescatori di perle, pur essendo malato, probabilmente di cancro alla laringe. Salì sul palco e all'attacco di una nota acuta la sua voce si ruppe e cadde svenuto. A seguito di questo evento cadde in una profonda depressione, collegata al cancro, che lo condusse alla morte al mattino del 2 gennaio del 1890, a soli 46 anni.
Julián Gayarre morì senza sposarsi, ma è noto che ebbe una figlia con il soprano María Mantilla, alla quale fu dato il nome della madre e che Gayarre non dimenticò nel suo testamento.
A Roncal, la sua città natale, si trova il panteón-mausoleo eretto in suo onore, opera di Mariano Benlliure, dove venne posto il suo corpo imbalsamato. Prima dell'imbalsamazione i medici, che lo seguirono durante la sua malattia, rimossero la laringe (che ora può essere vista nella Casa-Museo dedicata al cantante a Roncal). L'amore che provava per la sua città natale lo portò a finanziare la costruzione delle scuole.
Nel 1902 venne inaugurato a Pamplona il Teatro Gayarre in sua memoria.
Si discute molto circa l'esistenza di registrazioni di Gayarre. Anche se non ci sono ancora evidenze, potrebbe essercene in quanto erano già state inventate e commercializzate tecniche di registrazione sufficienti allo scopo.